# Tigbao
Tigbao là một đô thị cấp năm ở tỉnh Zamboanga del Sur, Philippines. Theo điều tra dân số năm 2000, đô thị này có dân số 16.914 người trong 3.089 hộ.
Núi Timolan, đỉnh cao nhất ở Zamboanga del Sur đối diện với thị xã.

## Các đơn vị hành chính
Tigbao, về mặt hành chính, được chia thành 18 khu phố (barangay).
| - Begong - Busol - Caluma - Diana Countryside - Guinlin - Lacarayan - Lacupayan - Libayoy - Limas | - Longmot - Maragang - Mate - Nangan-nangan - New Tuburan - Nilo - Tigbao - Timolan - Upper Nilo |